# Clive Barker
Clive Barker (Liverpool, Anglia, Egyesült Királyság, 1952. október 5. –) angol író, filmrendező. Leginkább fantasy és horror témájú munkáiról ismert.
Barker az 1980-as évek közepén vált ismertté horrornovelláival. Azóta írt több regényt és más műfajokban is alkotott, illetve több munkájának, így például a Hellraiser sorozatnak, elkészült filmes változata is.

## Élete

### Írói pályafutása
Egyike a legelismertebb kortárs horror/fantasy íróknak. Már írói pályafutása elejétől kezdve a horror műfajában alkotott. Ekkor leginkább novellákat írt, amelyeket később Vérkönyvek 1 – 6 címen adott ki gyűjteményes kötetben, illetve ekkor készült Kárhozat című első regénye. Később a modern fantasy, illetve a horrorelemekkel kevert fantasy felé fordult. Ekkor készült a Korbács (1987) és a Hírvivő (1989), valamint az Imajica (1991) és a Sacrament (1996).
Sajátos stílusa abban azzal jellemezhető, hogy fantasztikus rejtett világok együtt léteznek saját világunkkal. Barker "dark fantasy"-ként szokott hivatkozni saját stílusára. Történetei szándékosan elmossák a határvonalat az olyan szemben álló dolgok között, mint a pokol és menny, gyönyör és fájdalom.
Amikor a Books of Blood először megjelent könyv formájában az Amerikai Egyesült Államokban, akkor a könyv borítóján a következő Stephen King idézet szerepelt: "Már látom a horror jövőjét... úgy hívják: Clive Barker." Barker munkáinak kritikai elemzése S. T. Joshi The Modern Weird Tale (2001) című művében jelent meg. Barker munkásságára – saját bevallása szerint – többek között Herman Melville, Edgar Allan Poe, Ray Bradbury, William S. Burroughs és Jean Cocteau volt hatással.

### Filmes munkái
Barker érdeklődési köre kiterjed a filmes feldolgozásokra is, jóllehet filmjei vegyes fogadtatásban részesültek. Ő írta a forgatókönyvét az Underworld és Rawhead Rex című filmeknek, amelyeket George Pavlou rendezett, ezeknek a filmeknek azonban mérsékelt sikere volt. Barker is elégedetlen volt azzal, ahogyan munkáit filmre vitték, ezért a Hellraiser (1987) című filmet már maga rendezte saját novellája, a The Hellbound Heart alapján. Korai filmes munkái, a The Forbidden és a Salome kísérletező jellegű alkotások szürrealista elemekkel. Nightbreed (Cabal) című filmje után, amelyet sokan bukásnak tekintettek, Barker visszatért az íráshoz és a rendezéshez a Lord of Illusions című filmmel. Barker volt a producere Gods and Monsters című filmének, amit viszont elismert a kritika. Dolgozott az Abarat Quintet könyveinek filmes feldolgozásán is a Disney menedzsmentje alatt, azonban ez a projekt a alkotói nézetkülönbségek miatt megrekedt.
2006 októberében Barker hivatalos weboldalán jelentette be, hogy az eredeti Hellraiser remake-jéhez fog forgatókönyvet írni.
A "The Forbidden" című novella szolgált alapjául a Candyman című filmhez, illetve ennek két folytatásához.
Ryuhei Kitamura japán rendező rendezte 2008-ban a Midnight Meat Train című filmet Jeff Buhler forgatókönyvéből Barker azonos című novellája alapján.

### Magánélete
Barker homoszexualitását az 1990-es évek eleje óta nyíltan vállalja. Diplomázása idején közeli barátainak már elárulta hogy meleg, szüleinek pedig 1977-ben, mikor akkori barátjával, John Gregsonnal Londonba költözött. Vele élt 1986-ig.
1996-tól David Armstrong fényképésszel és annak korábbi kapcsolatából származó lányával élt Kaliforiában. 2009-ben szakítottak. Armstrong 2012-ben megpróbálta beperelni volt párját, hogy ő fertőzte meg HIV-vírussal.
Jelenleg Beverly Hills-ben él Johnny Ray Raymond Jr.-ral.

## Bibliográfia

### Regények
| Eredeti cím                                       | Megjelenés éve | Magyar cím                      | Magyar kiadás adatai                                                     |
| ------------------------------------------------- | -------------- | ------------------------------- | ------------------------------------------------------------------------ |
| The Damnation Game                                | 1985           | Kárhozat                        | ford.: Pálos Anna & Turczi István, Hibiszkusz Könyvkiadó, Budapest, 1991 |
| The Hellbound Heart                               | 1986           | Pokolkeltő                      | ford.: Szentmihályi Szabó Péter, Szukits Könyvkiadó, Szeged, 1997        |
| Weaveworld                                        | 1987           | Korbács                         | ford.: Puszta Dóra, Maecenas Könyvkiadó, Budapest, 1990,                 |
| Cabal                                             | 1988           | Az éjszaka gyermekei            | ford.: Szentmihályi Szabó Péter, Szukits Könyvkiadó, Szeged, 1998        |
| The Great and Secret Show                         | 1989           | Hírvivő és Végső felvonás       | ford.: Babits Péter, Szukits Könyvkiadó, Szeged, 1999-2000               |
| Imajica                                           | 1991           |                                 |                                                                          |
| The Thief of Always                               | 1992           | Az öröklét tolvaja              | ford.: Szántai Zsolt, Szukits Könyvkiadó, Szeged, 2001                   |
| Everville                                         | 1994           | Everville                       | Szukits Könyvkiadó, Szeged, 2014                                         |
| Sacrament                                         | 1996           |                                 |                                                                          |
| Galilee                                           | 1998           |                                 |                                                                          |
| Coldheart Canyon: A Hollywood Ghost Story         | 2001           |                                 |                                                                          |
| Tortured Souls                                    | 2001           |                                 |                                                                          |
| Abarat                                            | 2002           | Abarat                          | ford.: Maleczki B. Miklós, Metropolis Media Group, Budapest, 2008        |
| Abarat: Days of Magic, Nights of War              | 2004           | Abarat – Varázsórák, véres éjek | ford.: Maleczki B. Miklós, Metropolis Media Group, Budapest, 2009        |
| Mister B. Gone                                    | 2007           |                                 |                                                                          |
| Mr. Maximillian Bacchus And His Travelling Circus | 2009           |                                 |                                                                          |
| Mr. Maximillian Bacchus And His Travelling Circus | 2009           |                                 |                                                                          |
| Absolute Midnight                                 | 2010           | Abarat – Abszolút éjfél         | ford.: Maleczki B. Miklós, Metropolis Media Group, Budapest, 2013        |
| The Candle in the Cloud                           | 2010           |                                 |                                                                          |
| The Scarlet Gospels                               | 2015           | A vér evangéliuma               | ford.: Bartók Imre, Libri Kiadó, Budapest, 2015                          |

### Magyarul
- Korbács; ford. Puszta Dóra; Maecenas, Bp., 1990
- Kárhozat; ford. Pálos Anna, Turczi István; Hibiszkusz, Bp., 1991
- Pokolkeltő; ford. Szentmihályi Szabó Péter; Szeged, Szukits, 1997
- A hírvivő. A tudás első könyve; ford. Babits Péter; Szeged, Szukits, 1998
- Az éjszaka gyermekei; ford. Szentmihályi Szabó Péter; Szeged, Szukits, 1998
- Végső felvonás. A Tudás második könyve; ford. Babits Péter; Szeged, Szukits, 2000
- Az öröklét tolvaja; ford. Szántai Zsolt; Szeged, Szukits, 2001
- Abarat; ford. Maleczki B. Miklós; Metropolis Media, Bp., 2008 (Galaktika fantasztikus könyvek)
- Abarat. Varázsórák, véres éjek; ford. Maleczki B. Miklós; Metropolis Media, Bp., 2009 (Galaktika fantasztikus könyvek)
- Vérkönyvek. Pokoli versenyfutás; ford. Nemes István; Lazi, Szeged, 2010
- Vérkönyvek. Szex, halál és csillagfény; ford. Nemes István; Lazi, Szeged, 2010
- Abarat. Abszolút éjfél; ford. Maleczki B. Miklós; Metropolis Media, Bp., 2013 (Galaktika fantasztikus könyvek)
- A vér evangéliuma; ford. Bartók Imre, utószó Sepsi László; Libri–JAK, Bp., 2015 (JAK világirodalmi sorozat)

## Filmográfia

### Rendezőként
- (1973) Salome
- (1978) The Forbidden
- (1987) Hellraiser
- (1990) Nightbreed
- (1995) Lord of Illusions
- (2009) Tortured Souls: Animae Damnatae

### Producerként
- (1988) Hellbound: Hellraiser II
- (1992) Hellraiser III: Hell on Earth
- (1992) Candyman
- (1998) Gods and Monsters
- (2006) The Plague
- (2008) The Midnight Meat Train
- (2008) Born (pre-production)
- (2009) Clive Barker Presents Hellraiser (pre-production)
- (2009) Dread

### Forgatókönyvíróként
- (1986) Rawhead Rex
- (1987) Transmutations
- (2008) Book of Blood
- (2008) Born (pre-production)